# Provincia de Carolina del Norte
La provincia de Carolina del Norte fue una de las colonias inglesas en América del Norte, pasó a formarse en el estado estadounidense de Carolina del Norte en 1776 y también una parte de la provincia conformado por otro territorio para formar los actuales estados de Georgia, Alabama y Misisipi.
La provincia de Carolina del Norte fue formada originalmente por la Provincia de Carolina en América británica entre los años 1663 a 1712 Jimena Nelly Vidaurre R
amos

## Historia
El rey Carlos II de Inglaterra otorgó la carta de Carolina en 1663 para tierras al sur de la Colonia de Virginia y al norte de la Florida española. Él le otorgó el terreno a ocho lores propietarios a cambio de su asistencia financiera y política para devolverle al trono en 1660. La mitad norte de la colonia difería significativamente de la mitad sur, y el transporte y la comunicación eran difíciles entre las dos regiones, por lo que se nombró un vicegobernador independiente para administrar la mitad norte de la colonia en 1691.
La división de la colonia en norte y sur se completó en una reunión de los Lores Propietarios celebrada en Londres el 7 de diciembre de 1710, aunque los mismos propietarios continuaron controlando ambas colonias. El primer gobernador de la provincia separada de Carolina del Norte fue Edward Hyde. Los disturbios contra los propietarios en Carolina del Sur en 1719 llevaron al rey Jorge I a nombrar un gobernador real en esa colonia, mientras que los lores propietarios siguieron designando al gobernador de Carolina del Norte. Ambas Carolinas se convirtieron en colonias reales en 1729, tras casi una década en la que el gobierno trató de localizar y comprar sus concesiones a los propietarios, consiguiendo la de siete de los ocho. El resto de la octava parte de la provincia fue retenida por miembros de la familia Carteret hasta 1776, parte de Carolina del Norte conocida como el Distrito de Granville.
La expansión hacia el oeste comenzó a principios del siglo XVIII desde los asientos de poder de la provincia en la costa, particularmente después de la conclusión de las guerras Tuscarora y Yamasee, en las cuales la barrera más grande fue removida hacia los asentamientos coloniales más hacia el interior. El asentamiento en grandes cantidades se hizo más factible en los montes Apalaches después de la Guerra franco-india y la Guerra Anglo-Cherokee que la sucedió, en la cual las tribus Cherokee y Catawba fueron efectivamente neutralizadas. El rey Jorge III emitió la Proclamación de 1763 con el fin de sofocar el conflicto potencial con los indios en esa región, incluida la Cherokee. Esto prohibió cualquier asentamiento cerca de las cabeceras de los ríos o arroyos que fluían hacia el oeste hacia el río Misisipi. Incluía varios ríos de Carolina del Norte, como el Río French Broad y el río Watauga. Esta proclamación no fue obedecida estrictamente y fue ampliamente detestada en Carolina del Norte, pero retrasó un poco la migración hacia el oeste hasta después de la Guerra de la Revolución Americana.
Los colonos continuaron fluyendo hacia el oeste en números más pequeños, a pesar de la prohibición, y se formaron varios asentamientos transapalaches. La más destacada fue la Asociación Watauga, formada en 1772 como un territorio independiente dentro de los límites de Carolina del Norte que adoptó su propia constitución escrita. Notables hombres de la frontera como Daniel Boone viajaron de un lado a otro a través de la línea imaginaria establecida por la proclamación como cazadores de pieles valiosas para vender en los asentamientos orientales, y muchos sirvieron como líderes y guías para grupos que se establecieron en el valle del río Tennessee y el país Kentucke.

## Los mapas de la provincia
En esos momentos, se produjeron dos mapas importantes de la provincia: uno por Edward Moseley en 1733, y otro por John Collet en 1770. En otros mapas, datan de que los primeros tiempos de la era de los descubrimientos que representan partes de la provincia o más específicamente, de la costa de la provincia junto con la de Carolina del Sur.